# Sarei

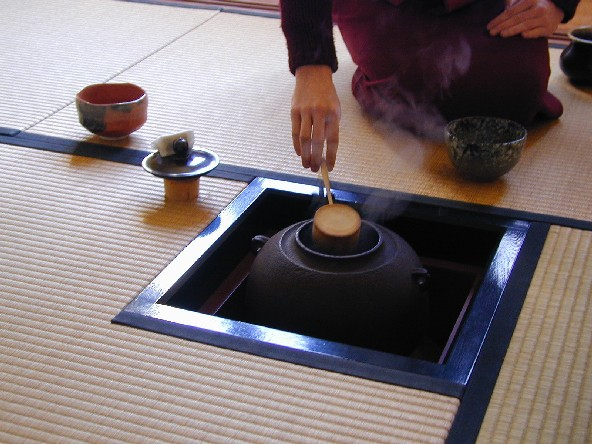
Ein Teegeber stellt eine Bambuskelle auf einen eisernen Topf, der in der versenkten Feuerstelle ruht

Sarei (jap. 茶礼, wörtlich: „Tee-Etikette“)
bezeichnet eine japanische Teezeremonie im Zen-Buddhismus, bei der die gemeinsam Praktizierenden im Dōjō grünen Tee zu Beginn eines Meditationstags oder zwischen zwei Meditationsabschnitten einnehmen.
Sarei ist eine Achtsamkeitsübung als Teil der Zen-Übung in der Rinzai-Schule und geht auf den Zen-Meister Eisai zurück, der 1191 auch den Tee aus China nach Japan brachte.
Die kleine Teezeremonie Sarei ist deutlich kürzer als die große Teezeremonie Sadō des japanischen Teewegs und folgt auch einem anderen Ablauf. 
Der Jikijitsu (Meditationsleiter) gibt das Zeichen zum Beginn des Sarei, beispielsweise durch zweimaliges Schlagen der Takus (Schlaghölzer). Der Jisha (Teegeber) füllt die Tassen, beginnend beim Jikijitsu und anschließend im Uhrzeigersinn. Der Tee wird in vier Schlucken getrunken, die mit den Worten Klarheit, Respekt, Harmonie und Stille eingeleitet werden.